# Augen:falter
Die augen:falter sind ein 2008 in Leipzig gegründetes Künstlerkollektiv mit Interesse an originalgrafischen Techniken und handwerklich hergestellten Büchern. Der Gruppe gehören die Künstlerinnen Inka Grebner, Urte von Maltzahn-Lietz, Gerlinde Meyer, Franziska Neubert, Julia Penndorf, Nadine Respondek, Petra Schuppenhauer und Katja Zwirnmann an.
Der Name „augen:falter“ ist ein poetischer Begriff: Zum einen beinhaltet er die freien Assoziationen zu Bildern sowie den visuellen Aspekt in ihren Arbeiten und Arbeitsprozessen. Zum anderen enthält er den Bezug zum Papier, zum Material und zur handwerklichen Seite ihres Schaffens.

## Geschichte
Im Jahr 2008 schlossen sich acht Künstlerinnen, zumeist Absolventinnen der HGB Leipzig (Hochschule für Grafik und Buchkunst) aus den Studienbereichen Illustration oder Freie Grafik zur Künstlergruppe augen:falter zusammen. Anlass dafür war ein gemeinsamer Stand auf der Leipziger Buchmesse im Jahr 2009. Damals wurde die Idee ins Leben gerufen, als verbindendes Element im Kollektiv eine gemeinschaftliche Arbeit anzufertigen und sie neben den ausgewählten Einzelarbeiten zu präsentieren. Dieser Idee sind die Künstlerinnen bis heute treu geblieben.

## Künstlerisches Wirken
Seit der Gründung ersinnen und realisieren die Künstlerinnen gemeinsam Bücher, Mappen und Grafikprojekte und zeigen diese auf Buch- und Grafikmessen sowie in Ausstellungen im In- und Ausland. „Eine Augenweide im Messetrubel“ titelte die Frankfurter Allgemeine Zeitung zur Leipziger Buchmesse, bezaubert von Vielfalt und Einfallsreichtum.
Die Gemeinschaftswerke werden im Eigenverlag herausgegeben. Das Buch „Einübung ins Paradies“ – prämiiert 2016 für die Shortlist „Die schönsten deutschen Bücher“ – von Ingo Schulze erschien im Jahr 2016 in der Reihe „Die Holzschnittbücher“ der Edition Klaus Rasch und bildet damit eine Ausnahme. Eine Neuausgabe ist im Jahr 2018 beim S. Fischer Verlag erschienen.
Hergestellt werden die Werke entweder in Handarbeit in den Werkstätten und Ateliers der einzelnen Künstlerinnen oder in Kooperation mit Museen (Museum der Arbeit in Hamburg, Museum für Druckkunst Leipzig), Vereinen (Grafikdruckwerkstatt Werk 2 e.V.) und anderen Kunstproduktionsstätten.
Die Gruppe nutzt für ihre Arbeit hauptsächlich originalgrafische Techniken. Die Bandbreite reicht von Holz- und Linolschnitt, Acrylstich, Radierung, Siebdruck, Original-Offset, Blaudruck (Cyanotypie) bis hin zum überaus selten gewordenen Lichtdruck (Lichtdruckwerkstatt im Museum für Druckkunst Leipzig).
„So unterschiedlich ihre künstlerischen Handschriften auch sein mögen, immer wieder gelingt es, diese in ihren Gemeinschaftsprojekten zusammenzuführen.“
Die Gruppe sucht nach Wegen, die Tradition der klassischen Buchgestaltung und Druckgrafik mit ihren Projekten und Einzelarbeiten zu beleben und neue Zugänge für den Betrachter zu schaffen.
„Uns ist wichtig, gute Gestaltung für jeden zu machen, von der Postkarte und Kleingrafik aus dem Originaloffset bis hin zu den kleinstlimitierten, originalgrafischen Sammlerstücken ist für jeden etwas dabei und auch erschwinglich. Dabei legen wir bei allem den gleichen Qualitätsmaßstab an – der Postkartenbogen erhält die gleiche Aufmerksamkeit wie die großen Gruppenprojekte.“

## Künstlerinnen
- Inka Grebner (bis Sommer 2023)
- Urte von Maltzahn -Lietz
- Gerlinde Meyer (bis September 2022)
- Franziska Neubert
- Julia Penndorf
- Nadine Respondek
- Petra Schuppenhauer
- Katja Zwirnmann.

## Ausstellungen/Ausstellungsbeteiligungen (Auswahl)
- „Die Ballade vom alten Matrosen - Papierschnitte von augen:falter zu Samuel Taylor Coleridge“, Buchhandlung Logbuch, Bremen, 2022
- „augen:falter“, Galerie Sonnensegel, Brandenburg an der Havel, 2019
- „PARADOX“, Museum Schloß Burgk, Burgk, 2019
- „Einübung ins Paradies“, Buchhandlung „Logbuch“, Bremen, 2019
- „Kalter Hund & Falscher Hase. Bilder mit und ohne Rezept“, Denkmalschmiede Höfgen, Grimma-Kaditzsch, 2019
- „acht10. Grafik von augen:falter aus zehn Jahren“, artline Treff, Borken, 2019
- „8 x 10“, Galerie im Bürgerhaus, Zella-Mehlis, 2018[10]
- „HITS & DIE GEDANKEN SIND FREI“, Werk 2, Leipzig, 2018[11]
- „G 8 – augen:falter im MFI“, Ministerium für Illustration, Berlin, 2017[12]
- „Ringelnatz meets augen:falter“, Ringelnatz-Geburtshaus, Wurzen, 2017[13]
- „Einübung ins Paradies“, Museum der Arbeit, Hamburg. 2016
- „Einübung ins Paradies“, Museum für Druckkunst, Leipzig, 2016[14]
- „augen:falter“ in der Denkmalschmiede Höfgen, Kaditzsch, 2016
- „XII Internationale BuchKunstBiennale“ in Horn (Österreich) 2014
- „Druckgrafik für Kinder“, Berliner Kinderbuchhandlung „Buchsegler“, 2013[15]
- „Tabook Festival, Festival der kleinen Verlage“ in Tabor (Tschechien), 2013[16]
- „Literaturfest München“, Markt der unabhängigen Verlage, Literaturhaus München, 2012[17]
- „augen:falter“, Ausstellung in der Targobank in Leipzig, 2012
- „XI Internationale BuchKunstBiennale“ in Horn (Österreich) 2012
- „Nonsens 2011“ im Atelier PS, Leipzig, 2010
- „augen:falter“, Kunst im Abgeordnetenbüro, Mainz, 2010
- „Plakate für die Kinderstube“, Atelier für Illustration und Druckgrafik, Leipzig 2009

## Werke in öffentlichen Sammlungen (Auswahl)
- Stadtmuseum Borken
- Galerie im Bürgerhaus Zella-Mehlis
- Ringelnatz-Museum Wurzen
- Deutsche Nationalbibliothek Leipzig
- Landgericht Leipzig

## Bibliographie (Auswahl)
- 2022 „PERSEPHONES WINTERGARTEN“, Mappe mit 7 zweifarbigen Linolschnitten
- 2022 „Auf hoher See“, Edition von 8 Papierschnitten
- 2022 „Die Ballade vom alten Matrosen“, ISBN 978-3-9817345-7-7
- 2020 „Die Pfaueninsel“, originalgrafische Leporello, Format: geschlossen 30 × 45 cm / offen 4,8 m, Auflage 24 Exemplare, Leipzig
- 2019 „Waldrand“, Mappe mit 8 Grafiken von augen:falter, Auflage 5 Exemplare, Leipzig
- 2018 „Die Gedanken sind frei“,Text von Ingo Schulze, FISCHER Taschenbuch, ISBN 978-3-596-70193-3, Frankfurt am Main
- 2018 „Die Gedanken sind frei“, Originalgrafisches Buch, Text von Ingo Schulze, Auflage 100 Exemplare, Leipzig
- 2017 „8 Grüße von augen:falter“, 8 Grußkarten, Handoffset, Auflage: 100 Exemplare, Leipzig
- 2016 „Einübung ins Paradies“, Illustrationen zum Text von Ingo Schulze (Autor), 12. Werk der Edition „Die Holzschnittbücher“, Edition Klaus Raasch, Auflage: 1000 Exemplare, Hamburg
- 2014 „Ménagerie en miniature Vol 1 & 2“, 2 Klappbilderbögen mit allerlei lustigem Getier, Original-Offset, Auflage: 100 Exemplare, Leipzig
- 2013 „8 mal Ringelnatz“, 8 Plakate gefalzt mit dem Gedicht auf der Rückseite, Handoffset, Auflage: 80 Exemplare, Leipzig
- 2012 „Klimbim de luxe“, BOX No. 2, 8 Grafiken für Kinder und Erwachsene, Original-Offset, Auflage 90 Exemplare, Leipzig
- 2012 „Die andere Welt“, 8 großformatige Original-Grafiken, handkoloriert in Aquarelltechnik oder Pochoir, Auflage 30 Exemplare, Leipzig
- 2010 „Nonsens 2011“, Originalgrafischer Kalender, Leipzig
- 2010 „Gedankentourist - imaginäre Reisen nach Island“, Album mit acht mehrfarbigen Holz- und Linolschnitten, Auflage 25 Exemplare
- 2010 „Nonsens“. Mappe mit 8 Originalgrafiken, Auflage 19 Exemplare, Leipzig
- 2009 „augen:falter BOX“, Box mit 8 Original-Flachdruck-Leporellos, Auflage 200 Exemplare, Leipzig
- „Exlibris“, Mappe mit 8 Linolschnitten, Auflage 200 Exemplare, Leipzig
- „Plakate für die Kinderstube“, Mappe mit 7 mehrfarbigen Original-Linolschnitten, Auflage 15 Exemplare, Leipzig